# Симеон Австрийский
Эрцгерцог  Симеон Карл Ойген Жозеф Леопольд Австрийский (нем. Simeon Carl Eugen Joseph Leopold von Österreich; род. 29 июня 1958 года в Катане, Южное Киву, Бельгийское Конго) — представитель Габсбург-Лотарингского дома, эрцгерцог Австрийский, принц Венгерский, Хорватский и Богемский.

## Биография
Родился 29 июня 1958 года в Катане, Южное Киву, Бельгийское Конго (сейчас — Демократическая республика Конго). Второй сын эрцгерцога Рудольфа Австрийского (1919—2010) от первого брака с русской графиней Ксенией Чернышевой-Безобразовой (1929—1968) . Братья — эрцгерцоги Карл Питер и Иоганн Питер. По отцовской линии Симеон был внуком последнего императора Австро-Венгрии Карла I и Циты Бурбон-Пармской, а по материнской линии — графа Сергея Александровича Чернышёва-Безобразова (1894—1972) и графини Елизаветы Дмитриевны Шереметевой (1893—1974).
Отец Симеона, эрцгерцог Рудольф Австрийский был владельцем кофейной плантации в провинции Южное Киву. Его мать умерла, когда ему было десять лет, в 1968 году, после автомобильной аварии во Франции, в которой также был серьезно ранен его отец. Эрцгерцог Иоганн Австрийский, младший брат Симеона, погиб в автомобильной катастрофе в 1975 году в возрасте 13 лет.
Его отец Рудольф Австрийский в 1971 году вторично женился на немецкой принцессе Анне Габриэле фон Вреде (род. 1940), от брака с которой родилась его сестра, эрцгерцогиня Екатерина Австрийская (род. 1972).
В настоящее время, эрцгерцог Симеон и его семья живут и работают в княжестве Лихтенштейн.

## Брак и дети
13 июля 1996 года в Ла-Толедана (Испания) эрцгерцог Симеон Австрийский женился на принцессе Марии Бурбон-Сицилийской (род. 5 апреля 1967), второй дочери инфанта Карлоса, герцога Калабрийского (1938—2015), и его супруги, принцессы Анны Орлеанской (род. 1938). Супруги имеют пять детей:
- Эрцгерцог Иоганн Рудольф Антонио Мария Австрийский (род. 29 октября 1997, Хоэнемс, Форарльберг, Австрия). Его крестные — его дед по отцовской линии, эрцгерцог Рудольф Австрийский (1919—2010), и бабушка по материнской линии, принцесса Анна Орлеанская, герцогиня Калабрийская (род. 1938)
- Эрцгерцог Людвиг Кристиан Франсикус Мария Австрийский (род. 16 ноября 1998, Грабс, Санкт-Галлен, Швейцария). Его крестные — его тетка по отцовской линии, принцесса Мария Анна Голицына (род. 1954) и его тетя по материнской линии, принцесса Кристина де Бурбон-Сицилийский (род. 1966)[6]
- Эрцгерцогиня Изабелла Росио Маравильяс Лурдес Австрийская (род. 14 сентября 2000, Грабс, Санкт-Галлен, Швейцария)
- Эрцгерцогиня Шарлотта Аделаида Мария Тереза Австрийская (род. 16 января 2003, Грабс, Санкт-Галлен, Швейцария)
- Эрцгерцог Филипп Жозеф Кристиан Мария Австрийский (род. 15 января 2007, Грабс, Санкт-Галлен, Швейцария)

Эрцгерцог Симеон является крестным отцом эрцгерцога Имре Австрийского (род. 1985), сына его двоюродного брата эрцгерцога Карла Кристиана Австрийского (род. 1954). Его крестница — принцесса Ладислая фон Ауэрсперг-Tраутсон (род. 1999), дочь его двоюродной сестры, эрцгерцогини Марии-Констанцы Австрийской (род. 1957).

## Титулы и стили
- 29 июня 1958 года — настоящее время: «Его Императорское и Королевское Высочество Эрцгерцог Симеон Австрийский»[4][5].

## Награды
- Кавалер Ордена Святого Януария